# Khalilullah Khalili
Khalilullah Khalili en persa: خلیل‌الله خلیلی‎ ortografías alternativas: Ḫalīlallāḥ Ḫalīlī, Khalilollah , Khalil Ullah (Kabul 1907-1987) fue el poeta más destacado de Afganistán en el siglo XX , así como un destacado historiador, profesor universitario, diplomático y confidente real. Fue el último de los grandes poetas persas clásicos y uno de los primeros en introducir la poesía persa moderna y el estilo "nimai" en Afganistán. También tenía experiencia en el estilo Khorasani y era seguidor de Farrojí Sistaní. Casi solo entre los poetas de Afganistán, disfrutó de seguidores en Irán, donde se han publicado sus poemas. Sus obras han sido elogiadas por renombradas figuras literarias e intelectuales iraníes. Muchos lo ven como el mayor poeta contemporáneo de la lengua persa en Afganistán. También es conocido por su obra principal "Héroe de Khorasan", una controvertida biografía de Habibulá Kalakani, emir de Afganistán en 1929.

## Vida
Khalili nació en la provincia de Kabul, y venía del mismo pueblo que Habibulá Kalakani. Escribió exclusivamente en persa y a veces se le asocia con la ideología nacionalista Tayika. Perteneció a la tribu Pashtun Safi de Kohistan (actual Parwan). Su padre, Mirzā Muhammad Hussein Khān, fue ministro de finanzas del rey Habibulá Khan y poseía mansiones en Kabul y Jalalabad, pero más tarde fue despedido y ahorcado por el hijo y sucesor de Habibulá Khan, Amanulá Khan. Su madre era la hija de Abdul Qādir Khān, un líder religioso de la tribu Safi. Murió cuando Khalili tenía siete años.
Khalili vivió y asistió a la escuela en Kabul hasta los 11 años, cuando Habibulá Khan, rey del Afganistán, fue asesinado, supuestamente a instancias de su hijo reformista Amanulá Khan, quien rápidamente detuvo y ejecutó al padre de Khalili entre otros asociados con el régimen anterior. Huérfano y no deseado en Kabul, pasó los turbulentos años del reinado de Amānullāh en la Llanuras de Shamālī al norte de Kabul, donde estudió literatura clásica y otras ciencias tradicionales con destacados académicos y comenzó a escribir poesía. En 1929, cuando Habībullāh Kalakānī, (un tayiko local del Kalakan), depuso a Amanulá Khan, Khalili se unió a su tío Abdul Rahim Khan Safi, el nuevo gobernador de la provincia de Herat, donde permaneció durante más de 10 años.
A principios de la década de 1940, siguió a su tío Abdul Rahim Khan Safi, que había sido nombrado vice primer ministro, a Kabul. Su estancia en Kabul se vio truncada cuando, en 1944, algunos ancianos del Clan Safi se rebelaron y tanto el tío como sobrino fueron encarcelados. Después de un año en prisión, Khalili fue liberado y exiliado a Kandahar, donde floreció como poeta y escritor.
En la década de 1950, a Khalili se le permitió regresar a Kabul, donde fue nombrado ministro de Cultura e Información y comenzó a enseñar en la Universidad de Kabul. Se convirtió en confidente del rey Zahir Shah, a quien solía acompañar en expediciones de caza.
En las décadas de 1960 y 1970, Khalili, que hablaba árabe con fluidez , se desempeñó como embajador de Afganistán en Arabia Saudita e Irak. Fue miembro de la Asamblea Constitucional de 1964 y representante de Jabal al-Siraj.
Después del golpe de Estado realizado por el Partido Democrático Popular de Afganistán de abril de 1978, Khalili buscó asilo primero en Alemania y luego en los Estados Unidos, donde escribió gran parte de su poesía más poderosa sobre la guerra en su tierra natal. A fines de la década de 1980, se mudó a Islamabad, en la vecina Pakistán, donde pasó sus últimos años. Fue enterrado en Peshawar junto a la tumba del poeta Pastún Rahman Baba. Sus restos fueron trasladados al Afganistán en 2016, y se encuentran enterrados en el Mausoleo de la Universidad de Kabul Kabul, Afganistán

## Trabajos
Khalili fue un escritor prolífico, produciendo a lo largo de su carrera un repertorio ecléctico que iba desde la poesía hasta la ficción, pasando por la historia y la biografía. Publicó 35 volúmenes de poesía, incluidas sus famosas obras "Aškhā wa Ḫūnhā" ("Lágrimas y sangre"), compuestas durante la ocupación soviética, y "Ayyār-e az Ḫorāsān" ("Héroe del Gran Jorasán"). Con la excepción de una selección de sus cuartetas y el reciente An Assembly of Moths (del inglés: Una Asamblea de Polillas), su poesía sigue siendo en gran parte desconocida para los lectores de habla española.